# Édouard Spach
Édouard Spach (Estrasburg, 23 de novembre de 1801 – 18 de maig de 1879) va ser un botànic francès.
Naquè a Estrasburg, el 1824 estudià botànica a París essent alumne de René Desfontaines (1750–1831) i d'Antoine Laurent de Jussieu (1748–1836). Passà a ser secretari de Charles-François Brisseau de Mirbel (1776–1854). Quan Mirbel esdevingué professor del Museu Nacional d'Història Natural el seguí i va restar al Muséum la resta de la seva carrera.
Publicà moltes monogerafies incloent Histoire naturelle des végétaux. Phanérogames en 14 volums, Roret, París, 1834–1848), i amb Hippolyte François Jaubert (1798–1874), Illustrationes plantarum orientalium en cinc volums, Roret, Paris, 1842–1857).
El gènere Spachia l'honora i el va proposar Nils Lilja (actualment es considera un sinònim del gènere Fuchsia).
La seva signatura abreujada com a botànic és: Spach